# Farkas Imre (politikus, 1893–1955)
Farkas Imre (Makó, 1893. október 28. – Makó, 1955. március 13.) magyar politikus, országgyűlési képviselő (MKP).

## Életpályája
Szülei: Farkas Mihály (1840–1931) kovácsmester és Tisza Irma volt. Elemi iskoláit Makón végezte el. Cipészinasként dolgozott; 1910-ben szabadult fel. 1910–1913 között a Rankli-cégnél volt segédmunkás. Az első világháború alatt orosz fogságban volt. 1918-ban tért haza Makóra. 1918 decemberében az MSZDP tagja lett. A Tanácsköztársaság bukásakor letartóztatták, majd később felmentették. Az 1920-as években a makói képviselő-testület és a megyei törvényhatósági bizottság tagja volt. 1921–1924 között cipészsegédként dolgozott. 1924-ben az MSZDP ellenőrző bizottságának tagja lett. 1931-ben az eleki országgyűlési választásokon nem nyert. 1944 áprilisában Ricsére internálták. 1944 őszén a polgári városparancsnokság megalapítója volt. 1945–1949 között a Csanád Vármegyei Nemzeti Bizottság elnöke volt. Az 1945-ös választásokon pótképviselő lett. 1946–1947 országgyűlési képviselő volt. Kiss Imre makói polgármester 1946. április 30-án lemondott képviselői posztjáról, így ő lett utódja. 1947-ben nem kapott mandátumot. 1948-ban a megye szociális felügyelője lett. 1950. március 17-én a város szociális titkára lett. 1951-ben lemondott titkári állásáról, mert eljárás indult ellene.
1958–1990 között Makón utca viselte nevét.

## Magánélete
1931-ben házasságot kötött Molnár Rozáliával.

## Kitüntetései
- Magyar Szabadság Érdemrend ezüst fokozata (1946)
- Szocialista Munkáért érdemérem (posztumusz, 1955)